# Camps-sur-l'Agly
Camps-sur-l'Agly en idioma francés, Camps d'Aglin en idioma occitano, es una pequeña localidad y comuna francesa, situada en el departamento del Aude en la región de Languedoc-Roussillon, en las orillas del río Agly, al pie del Pico de Bugarach, en la región de las  Corbières. 
A sus habitantes se les conoce por el gentilicio Campois.

## Demografía
| 16 | 38 | 37 | 46 | 56 | 60 |
| Para los censos de 1962 a 1999 la población legal corresponde a la población sin duplicidades (Fuente: INSEE [Consultar]) |    |    |    |    |    |

(Población sans doubles comptes según la metodología del INSEE).